# Танака Атому
Атому Танака (яп. 田中 亜土夢, нар. 4 жовтня 1987, Ніїґата) — японський футболіст, півзахисник клубу «Сересо Осака».
Виступав, зокрема, за клуби «Альбірекс Ніїгата» та «ГІК», а також молодіжну збірну Японії.

## Клубна кар'єра
У дорослому футболі дебютував 2005 року виступами за команду клубу «Альбірекс Ніїгата», в якій провів десять сезонів, взявши участь у 200 матчах чемпіонату. 
Своєю грою за цю команду привернув увагу представників тренерського штабу клубу «ГІК», до складу якого приєднався 2015 року. Відіграв за команду з Гельсінкі наступні два сезони своєї ігрової кар'єри. Більшість часу, проведеного у складі «ГІКа», був основним гравцем команди.
До складу клубу «Сересо Осака» приєднався 2018 року. 

## Виступи за збірну
Протягом 2006–2007 років залучався до складу молодіжної збірної Японії. У її складі був учасником молодіжного чемпіонату світу 2007 року. На молодіжному рівні зіграв у 8 офіційних матчах, забив 1 гол.

## Титули і досягнення
- Чемпіон Фінляндії (4):

ГІК: 2017, 2020, 2021, 2022
- Володар Кубка Фінляндії (2):

ГІК: 2016-17, 2020
- Володар Кубка фінської ліги (2):

ГІК: 2015, 2023